# Фумайоло
Фумайоло (итал. Fumaiolo) — гора в итальянском регионе Эмилия-Романья.

## Описание
Гора в Тоскано-Романьских Апеннинах, в Романье. Её вершина (1407 м) возвышается на водоразделе между Адриатическим и Тирренским морями. На восточной стороне горы, на высоте 1268 м, на расстоянии примерно 10 м друг от друга берут начало два истока Тибра.